# Hoogehuis
Het Hoogehuis was een havezate in de Nederlandse plaats IJsselmuiden, provincie Overijssel. Van de havezate zijn geen zichtbare restanten bewaard gebleven.

## Geschiedenis
In 1226 werd melding gemaakt van ridder Alferus de Oiselmude. Het is aannemelijk dat hij te IJsselmuiden over een versterkt huis beschikte dat als stamslot diende voor de familie Van IJsselmuiden. Dit zou dan het Hoogehuis zijn geweest.

### Kloosterorde
Rond 1440 was het Hoogehuis in eigendom van kloosterzusters. Mogelijk woonden zij er ook. In 1440 kregen zij echter toestemming om zich in de stad Kampen te vestigen en toen zij in 1446 het nieuwe Sint-Brigittenklooster in gebruik namen, verkochten ze in 1447 het Hoogehuis aan Herman de Zure en Sophia van Ruinen. Deze twee zullen het huis weer hebben verkocht aan Peter van Uterwijck. In 1492 verkocht Peters zoon Jacob van Uterwijck het Hoogehuis weer aan Johan van Ittersum.

### Van Ittersum
Johan van Ittersum (1460-1540) liet het Hoogehuis na aan zijn zoon Jacob en diens vrouw Geertruid van Uterwijck. Na het overlijden van Jacob verkocht weduwe Geertruid het Hoogehuis in 1547 aan haar schoonzuster Anna van Buckhorst, weduwe van Jacobs broer Johan van Ittersum tot Werkeren (1520-1547).

#### Drost van IJsselmuiden
Anna van Buckhorst en Johan van Ittersum tot Werkeren hadden drie dochters: Johanna, Sophie en Agnes. Dochter Sophie (†1624) trouwde met Eusebius Bentinck (1540-1584) en dankzij dit huwelijk kwam Eusebius mede in bezit van het Hoogehuis. Voor hem was dit huis van groot belang: hij wenste namelijk drost van IJsselmuiden te worden maar dan moest hij daar wel beschikken over een aanzienlijk huis. Zijn verzoek in 1563 aan de Stadhouder, Ridderschap en Steden van Overijssel om de aanstelling als drost te verkrijgen, pakte succesvol uit en in 1564 werd hij inderdaad als drost geïnstalleerd.

### Verkoop
Het Hoogehuis werd in 1565 verkocht door Johanna van Ittersum en haar echtgenoot. De nieuwe eigenaren waren Wilco Entens en zijn vrouw Henrica van Haersolte. Henrica's erfgenamen verkochten in 1610 het huis aan Roelof Steenbergen en Gijsbert Derks. Roelof kwam al snel te overlijden, waarna Gijsbert het huis in 1612 verkocht.

### Financiële problemen
De nieuwe eigenaren Johan Huinga en diens echtgenote Maria van Besten hadden al in 1610 een poging gedaan het Hoogehuis aan te kopen, maar ze kregen toen de financiën niet rond. Overigens ging het hen ook nu niet financieel voor de wind en ze moesten diverse percelen van het Hoogehuis verkopen of met rentes bezwaren. In 1613 hertrouwde Johan met Anna van Haersolte en zij begonnen aan verbouwingen van het Hoogehuis. Ze kregen tevens twee dochters. Nadat Anna in 1620 was overleden, hertrouwde Johan voor een derde maal, maar reeds in 1622 was hij wederom weduwnaar. Zijn financiën waren inmiddels dermate slecht dat in 1625 een proces tegen Johan werd aangespannen, maar hij kwam datzelfde jaar nog te overlijden.
De twee dochters van Johan Huinga erfden nu het met schulden belaste Hoogehuis. Zij werden geholpen door hun familielid Anna van Haersolte, weduwe van Emanuel van Twenhuysen. Zij nam zowel het huis als de schulden over. In 1631 verkocht Anna het Hoogehuis aan het echtpaar Jacob Sperwer en Barbara Hansen. Ook zij ondervonden financiële problemen en dat leidde uiteindelijk in 1657 tot een ruzie met hun geldschieter. Ook de twee dochters van Johan Huinga gingen zich er nu mee bemoeien en het zou komen tot een juridische procedure bij de Landsklaring van Overijssel, maar in 1664 verkocht Jacob Sperwer het Hoogehuis.

### Havezate
De nieuwe eigenaar in 1664 was Steven Blanckvoort en diens echtgenote Anna Sybilla van Langen. Voor Steven was het belangrijk dat het huis zou worden erkend als havezate, zodat hij toegang kon krijgen tot de Ridderschap en de Statenvergaderingen. Hij kon dit recht van havezate aankopen van Gerhard Sloet, eigenaar van 't Hogeholt bij Collendoorn. Sloet had 't Hogeholt in 1659 als havezate laten erkennen, maar had toen ook de optie bedongen om dit recht van havezate naar eigen inzicht te mogen transporteren naar een ander huis. Hij verkocht nu dit recht van havezate aan Steven Blanckvoort die het vervolgens kon toepassen op het Hoogehuis. De Staten van Overijssel gingen hiermee akkoord en zo werd het Hoogehuis dus in 1664 officieel een havezate. Nu lag voor Steven de weg vrij om als riddermatige toegang te verkrijgen tot de Statenvergaderingen.
In 1675 overleed Steven Blanckvoort, in 1712 zijn echtgenote Anna. Zoon Anthony Alfert Blanckvoort erfde het Hoogehuis en werd in 1695 lid van de Statenvergadering. Hij stierf in 1719, ongehuwd, en liet het Hoogehuis na aan zijn zusters, die in 1722 het Hoogehuis verkochten.

### Huizenruil
De nieuwe eigenaar in 1722 was Lodewijk Arend Gansneb genaamd Tengnagel. Hij werd twee jaar later dankzij zijn nieuwe bezit toegelaten tot de Statenvergadering.
In 1734 werd Lodewijks jongere broer Reiner Adriaan benoemd tot drost van IJsselmuiden, maar deze voldeed nog niet aan de eis van een aanzienlijke woning binnen het kerspel IJsselmuiden. De oplossing werd gevonden in een huizenruil tussen beide broers: Lodewijk verkocht het Hoogehuis eerst aan hun moeder die het dan meteen weer overdroeg aan Reiner Adriaan - zo werd de overdrachtsbelasting ontweken - terwijl Reiner Adriaan zijn eigen havezate Oldhuis te Vollenhove overdeed aan zijn broer Lodewijk.
In 1747 verkocht Reiner Adriaan het Hoogehuis door aan Hendrik van Isselmuden, de drost van Vollenhove. De nieuwe eigenaar bewoonde de havezate echter niet en verhuurde het aan de freule Van Merwede. Hendrik stierf in 1751 en liet het Hoogehuis na aan Hendrik van Iselmuden tot Paaslo en de minderjarige Hendrik van Isselmuden tot de Rollecate. Deze twee verkochten het Hoogehuis nog datzelfde jaar aan Margaretha Mulert, de weduwe van de eerdere eigenaar Lodewijk Arend Gansneb, waarmee het Hoogehuis dus weer terug was in de familie. Derk Boldewijn Hiddo, zoon van Lodewijk en Margaretha, erfde vervolgens het Hogehuis en gebruikte het om in 1778 lid van de Staten te worden. Drie jaar later overleed hij.

### Verkoop en sloop
Joachim Ernst Mulert tot de Leemcule erfde in 1781 het Hoogehuis. Zijn huwelijk met Adriana Petronella gravin van Nassau eindigde twee jaar later in een echtscheiding. Geldproblemen dwongen Joachim in 1786 tot de verkoop van de havezate, maar het huis leverde te weinig op en dus hield hij het voorlopig in eigendom. Uiteindelijk verkocht hij het in 1795 voor een laag bedrag aan C.F. Peterman. Deze nieuwe eigenaar verkocht het nog datzelfde jaar weer door en na nog enkele wisselingen kwam het in 1805 in eigendom van Hermannus Scholten. Hij zou het Hoogehuis tot aan zijn dood in 1842 in bezit hebben. De kinderen erfden nu het Hoogehuis; zoon Jan - groenteboer te IJsselmuiden - kocht vervolgens het Hoogehuis voor zichzelf aan. 
Rond 1910 werden de laatste resten van het Hoogehuis afgebroken. In de jaren 1930 is er een nieuw woonhuis met een winkel op de voormalige huisplaats gebouwd.  

## Beschrijving
In 1492 bestond het Hoogehuis uit een huis met boerderij en boomgaarden. Bij de verkoop in 1631 werd het Hoogehuis omschreven als een voorhuis met een dwarshuis.
In de 17e eeuw was de status van het Hoogehuis afgenomen en was het voornamelijk nog van belang vanwege het recht van havezate. Het huis werd ook voor maar drie vuursteden aangeslagen bij het haardstedengeld, dus veel stelde het niet meer voor. Het oorspronkelijk huis zal rond 1750 zijn afgebroken en door een eenvoudiger herenhuis vervangen. Daarvan zijn de laatste resten in 1910 afgebroken.

### Afbeeldingen
Er zijn geen afbeeldingen bekend waarbij duidelijk is vastgesteld dat het om het Hoogehuis gaat. De 17e-eeuwse schilder Barend Avercamp heeft echter enkele schilderijen gemaakt van de stad Kampen waarbij IJsselmuiden op de achtergrond duidelijk herkenbaar is; naast de kerk heeft hij een groot, kasteelachtig gebouw afgebeeld.
De contouren van het gebouw op de schilderijen van Barent Avercamp komen sterk overeen met het kasteel op een oudere tekening van zijn oom Hendrick Avercamp. Het gaat ook hier om een hoog hoofdgebouw, met aan de achterzijde een lager dwarshuis en een nog lagere aanbouw. Zowel het hoofdgebouw als het dwarshuis beschikken over pinakels op de kopgevels. Het is aannemelijk dat hier daadwerkelijk het Hoogehuis is afgebeeld.
Ahnem · Den Alerdinck · Arendshorst · Arkelstein · Averbergen · Beerze · Den Berg · Bergentheim · Blankena · Borgele · Boskamp · Boxbergen · Bredenhorst · Buckhorst · Campherbeek · Collendoorn · Den Dam · Dieze · Dingshof · Den Doorn · Hof te Dorth · Eerde · Egede · De Gelder · Gerner · Glinthuis · Gramsbergen · De Groote Scheere · De Grote Weede · De Haere · Haerst · Hagenvoorde · Heemse · Herxen · Hoenlo · Hofstede (Collendoorn) · Hofstede (Raalte) · Hogenhof · Hoogehuis · Junne · Kranenburg · Krijtenberg · De Kuile · Het Laar · Langeveldslo · Leemcule · Luttenberg · Melenhorst · Mennigjeshave · Nijenhuis · Oosterveen (Junne) · Oosterveen (Nieuwleusen) · Den Ordel · De Pol (Olst) · De Pol (IJhorst) · Pothof · Rande · Rechteren · Het Reelaer · Rhaan · Rutenberg · Schoonheten · Schuilenburg · Vechterweerd · Velner · Venebrugge · Verborg · Voorst · Vrieswijk · Werkeren · Westerveld · Windesheim · Wittenstein · Wolfshagen · Zuthem